# ريو انفيرا
ريو انفيرا هو نهر في ولاية اكري في البرازيل . نهر جاميناوا هي واحدة من روافدها. وهو رافد لنهر تاراوكا .
يبدأ النهر في الحدود الشمالية الغربية 231,555 هكتار (572,180 أكر) ، من غابة سانتا روسا دو بوروس الوطنية، وهي وحدة الحفاظ على الاستخدام المستدام، تم إنشاؤها عام 2001. يتدفق في الشمال الشرقي الاتجاه من الحديقة، ويمر تحت الطريق السريع BR-364 ويتدفق شمالًا إلى ولاية أمازوناس ، حيث يصل إلى تارواكا جنوب مستوطنة إنفيرا .